# Portela de Leonte

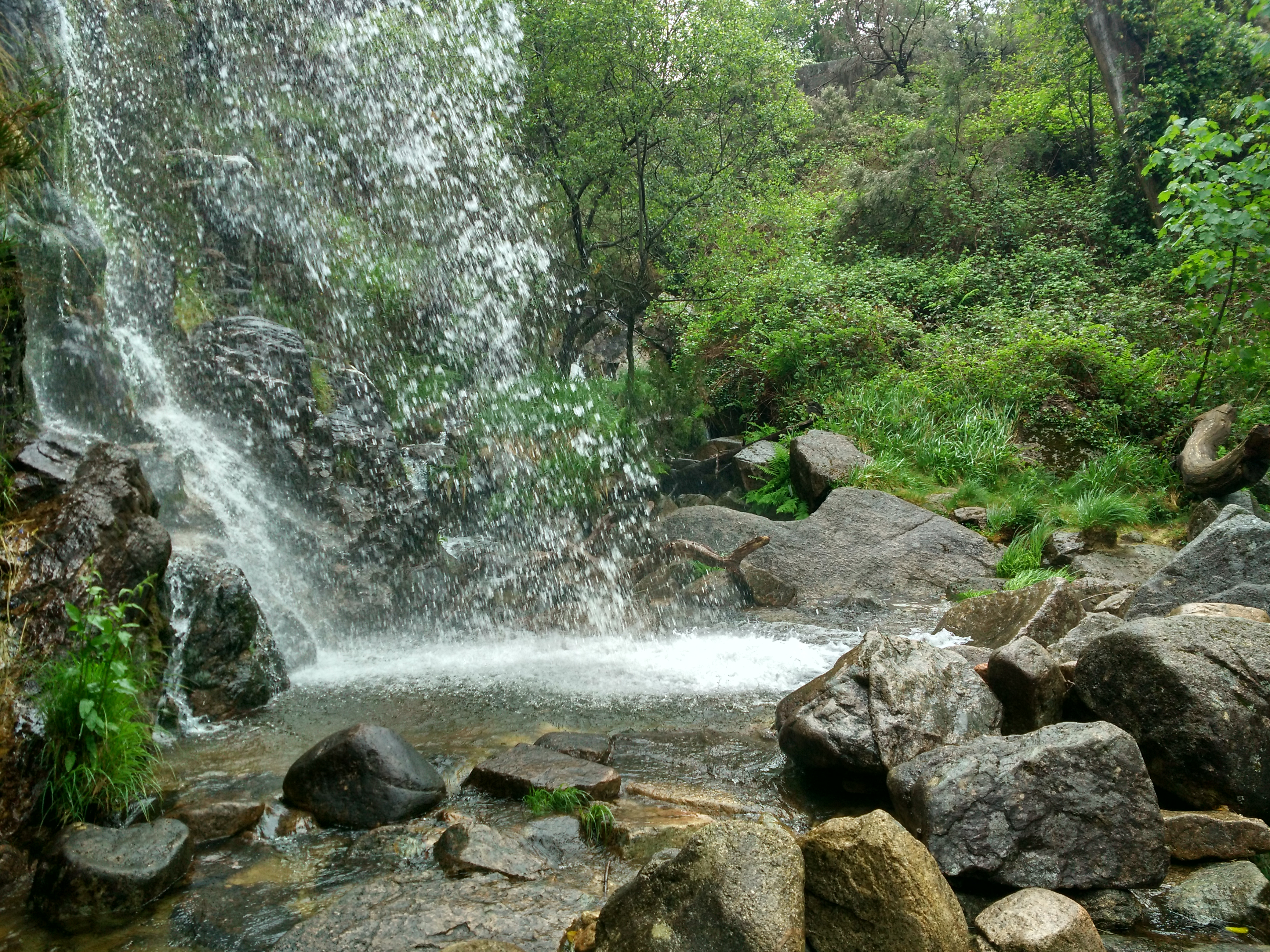
Cascata de Leonte

Portela de Leonte é um passo de montanha na Serra do Gerês, em Portugal, situado a 862 metros de altitude. Localiza-se a 6 quilómetros da Portela do Homem, por ali passa a estrada em direcção à fronteira com Espanha.